# (400125) 2006 UY100
(400125) 2006 UY100 es un asteroide perteneciente al cinturón de asteroides, descubierto el 3 de octubre de 2006 por el equipo del Mount Lemmon Survey desde el Observatorio del Monte Lemmon, Arizona, Estados Unidos.

## Designación y nombre
Designado provisionalmente como 2006 UY100.

## Características orbitales
2006 UY100 está situado a una distancia media del Sol de 2,735 ua, pudiendo alejarse hasta 2,786 ua y acercarse hasta 2,683 ua. Su excentricidad es 0,018 y la inclinación orbital 7,159 grados. Emplea 1652,32 días en completar una órbita alrededor del Sol.

## Características físicas
La magnitud absoluta de 2006 UY100 es 16,7.